# Tristessa
"Tristessa" är en låt av den amerikanska rockgruppen The Smashing Pumpkins, utgiven som uppföljare till debutsingeln "I Am One" i december 1990. Det var gruppens första och enda utgivning på skivbolaget Sub Pop där den släpptes som "Månadens singel". Låten skrevs av Billy Corgan och spelades in på nytt inför debutalbumet Gish (1991).
Efter utgivningen av "Tristessa" skrev bandet på kontrakt med Caroline Records. Till skillnad från "I Am One" gav man inte ut någon nyutgåva av denna singel, och med tanke på att det endast utgavs 4500 exemplar av 7"-vinylsingeln, har den blivit mycket sällsynt.

## Låtlista
1. "Tristessa" – 3:40
2. "La Dolly Vita" – 4:15
3. "Honeyspider" – 2:55 (endast på brittiska 12"-vinylsingeln)

## Medverkande
- Billy Corgan – sång, gitarr
- James Iha – gitarr
- D'arcy Wretzky – bas
- Jimmy Chamberlin – trummor